# Du, Herre, i din hägnad tar
Du, Herre, i din hägnad tar är ursprungligen en psalm av Balthasar Münter. 
Den publicerades i andra samlingen av Münters Geistliche Lieder, 1773 och översattes till svenska av Johan Olof Wallin  för 1816 års psalmboksförslag . Melodin är Att bedja Gud han själv oss bjöd. 
Psalmen inleds 1819 med orden:
Du, Herre, i din hägnad tar 
Allt vad som liv och anda har,
Psalmen bearbetades och förkortades 1981 av Lars Lindman och är i sin nya skepnad en måltidspsalm.

## Publicerad som
- Nr 31 i 1819 års psalmbok under rubriken "Skapelsen och försynen - I allmänhet".
- Nr 318 i 1937 års psalmbok under rubriken "Trons glädje och förtröstan".
- Nr 603 i Den svenska psalmboken 1986 under rubriken "Tillsammans i världen".